# Kadzianka
Kadzianka – część wsi Wilnowo w Polsce, położona w województwie warmińsko-mazurskim, w powiecie ostródzkim, w gminie Morąg.
W latach 1975–1998 Kadzianka administracyjnie należała do województwa olsztyńskiego.
W roku 1973 jako kolonia Kadzianka należała do powiatu morąskiego, gmina Morąg, poczta Boguchwały.